# Parque Ecológico La Poma
Parque ecológico La Poma, en Bogotá, es un proyecto de recuperación de la biodiversidad y el paisaje a través de la filosofía del Programa Hojas Verdes, de la Cámara de Comercio de Bogotá, cuyo operador es la Corporación Ambiental Empresarial. 
El proyecto Parque Ecológico La Poma, se encuentra ubicado en jurisdicción del municipio de Soacha, departamento de Cundinamarca y limita con el municipio de Sibaté. Hace parte de la cuenca del río Bogotá y se encuentra dentro del ecosistema andino.
La importancia del proyecto radica en su aporte a la reconstrucción del Ecosistema Andino, si se tiene en cuenta que Colombia a pesar de ser un país de megadiversidad y tener indiscutibles ventajas comparativas, por poseer diversidad climática y ecosistémica, actualmente enfrenta la degradación y el desequilibrio de algunos de sus principales ecosistemas por causas como el asentamiento y la actividad del hombre. El proyecto focaliza su labor en la siembra de árboles, pues la suma de estos, forma lugares especiales para la anidación de otras formas de vida e incrementan la producción de oxígeno, lo que convierte el proyecto en un plan estratégico para el Ecosistema Andino, el cual  ofrece varios servicios ambientales como el hídrico para el desarrollo económico del país.
- Altura : 2.548-2.737 m s. n. m.
- Temperatura: 13 °C
- Formación vegetal: bosque seco montañoso bajo

- Datos: Q6062134